# بنيان بن مهذل
بنيّان بن مهذل الصقور اليامي الهمداني، شيخ وفارس وشاعر سعودي له كثير من القصائد الشعرية والقصص الشعبية المتداولة في جنوب السعودية

## نسبه
يرجع نسب بنيّان بن مهذل إلى فخذ آل مهذل وهم من قبائل الصقور أبناء صقر بن عامر بن ذهل بن سلمة بن دؤول بن جشم بن يام بن أصبا بن دافع بن مالك بن جشم بن حاشد بن جبران بن نوف بن همدان بن مالك بن زيد بن أوثلة (أوسلة) بن ربيعة بن الخيار بن مالك بن زيد بن كهلان بن سبأ.

## قصائده
للشاعر الكثير من القصائد الشعرية ومن تلك القصائد، قوله بعدة غزوة زبيد وهي رسالة إلى غانم بن صالح بن مهذل :

```
يالله ويا مطلوب يا خير نفَّاع ** انّك تعاونَّا على ما يفيدي

قاله بنيَّانٍ وللقول بدّاع ** يبدع بذكر الله ورايٍ سديدي

قم يا نديبي وارتحل فوق هبّاع ** وِلد العماني من مرابي زبيدي

يسرح صلاة الصبح من بعد الاشفاع **  ولا لِنضوه في الرحايل نديدي

ثم ذبّ به رجمٍ طويلٍ ومشناع **  يصبر على العجفا ويومه شديدي

تنصاك غانم نعم ركبي ليا جاع **  ثم خص له ثم علمه بالوكيدي

قل له عوينٍ قد دنت فيه الاوناع **  وخذنا الولاية والرسى والعبيدي

يا شيخ ياللي للمناعير قمَّاع **  ابشر بها زانت على ماتريدي

بأمر الولي قدحن على حل مرجـاع ** والعز معنا والنصر في مزيدي

بموت انا ماطعت في الحف شفّاع ** كان الفعل عندي ذلولٍ معيدي

كم دولةٍ نجعل بوايجها الإنصاع ** وملينينٍ ما قسى من حديدي

قلته وانا من يام عجلين الإفزاع ** حرّابهم يشوى عليه الوقيدي
```